# Furlani
Furlani (furlansko Furlans, italijansko Friulani), so narod oz. etnična skupina, ki večinoma živijo v Furlaniji, zgodovinski regiji v današnji severovzhodni Italiji. 
Furlanija (Friûl, Friuli) je del italijanske dežele Furlanija - Julijska krajina. Glavno mesto Furlanije je Videm (Udin, ital. Udine). 

## Furlanščina
Furlani govorijo furlanščino, ki je eden od treh uradnih jezikov v deželi Furlaniji - Julijski krajini, poleg italijanščine in slovenščine, furlansko govoreči prebivalci pa kot etnična manjšina živijo tudi v delu Benečije.

## Zgodovina Furlanov

### Rimska kolonizacija
Ozemlje Furlanije so Rimljani kolonizirali v drugem stoletju pr. n. št. Najpomembnejše središče Furlanije je bil tedaj Oglej (Aquileia), znan kot četrto najpomembnejše mesto v apeninskem delu cesarstva.

### Langobardi
V 6. stoletju so se ob rimski cesti Via Postumia naselili Langobardi in tu ustanovili svojo prvo kneževino, Vojvodino Furlanijo, s sedežem v Čedadu (Forum Iulii).
Po velikem navalu Slovanov in Obrov leta 611, se je severna in vzhodna meja njihove kneževine premaknila do skrajnega stika Alp in Krasa (tudi Goriških brd) s Furlansko nižino, kjer so Langobardi zgradili niz utrdb, t.i. Langobardski limes. Poteku le-tega lahko še danes sledimo od sotesk pri Pušji vasi in Huminu na severu, preko Rtina (Artegna) in Nem do Čedada. V južnem delu so utrjeni kraji Ipplis, Krmin, verjetno Solkan, Fara ob Soči in tik ob Tržaškem zalivu grad Potium ali Pucinum pri Devinu. V 7. in 8. stoletju je ta zapora zaustavila kolonizacijski val Slovanov in ostala v glavnem nespremenjena do današnjih dni. S tem je potek limesa narekoval tudi narodnostno mejo med Slovenci in Furlani, ki se je do danes bolj malo spremenila.
Langobardska kneževina je trajala do leta 781, ko so jo osvojili Franki in jo je cesar Karel Veliki vključil med svoje posesti.
Langobardi so imeli pomembno vlogo pri oblikovanju zgodovine Furlanije, vendar niso neposredni predniki Furlanov. Furlani so etnična skupina, ki se je razvila skozi stoletja in vključuje vplive različnih ljudstev, vključno z Langobardi, Rimljani in Slovani.

### Sveto rimsko cesarstvo
Leta 1014 je s kronanjem cesarja Henrika II. ozemlje Furlanije postalo del Svetega rimskega cesarstva.

### Oglejski patriarhat
Leta 1077 je cesar Henrik IV. podelil knežji naslov patriarhu Sigehardu, s čimer je bila postavljena osnova za novo politično telo, Patrie dal Friûl.

### Priključitev k Italiji
Furlanija je bila leta 1866 priključena Kraljevini Italiji. To se je zgodilo po tretji vojni za italijansko neodvisnost, ko je Italija pridobila ozemlja, ki so bila prej pod avstrijsko oblastjo. Priključitev Furlanije je bila del širšega procesa združitve Italije, znanega kot Risorgimento, ki je združil številne majhne države na Apeninskem polotoku v enotno kraljevino.

## Furlanska diaspora
Furlani so se skozi zgodovino izseljevali v dele nekdanje Beneške republike (tudi v Istro), kasneje pa kraljevine in republike Italije, migrirali so tudi v različne dele sveta, predvsem zaradi ekonomskih razlogov in iskanja boljših življenjskih priložnosti. Danes zato lahko najdemo furlanske skupnosti tudi v državah, kot so Argentina, Brazilija, Kanada, Belgija, ZDA in Avstralija.

## Znani Furlani in Furlanke
- Tomaž Fantoni, furlanski slikar
- Jakob Brollo, furlanski slikar
- Carlo Martinuzzi, arhitekt
- Manuela di Centa, italijanska tekačica na smučeh